# Mentougou
Mentougou ligt in het westen van de Chinese gemeente Peking.
Met een oppervlakte van 1331 vierkante kilometer is dit een van de grootste districten van Peking. Er wonen 270.000 inwoners in het gebied. Het district wordt onderverdeeld in 18 townships. Het gebied ligt in de Westelijke Heuvels van Peking. De oppervlakte van het district bestaat voor 96% uit bergachtig terrein.
Het district is een ware schatkamer voor natuurlijke hulpbronnen zoals steenkool, leisteen en graniet. Verder vindt er veel landbouw plaats in het district. Alhier worden bijvoorbeeld rozen, jujubes, paddenstoelen en peren verbouwd.
De Zesde ringweg van Peking loopt ook voor een deel door het district, voornamelijk in het meer verstedelijkte oostelijk deel van het district.